# Dendrobazzania
Dendrobazzania là một chi rêu trong họ Lepidoziaceae.